# Eagle Nest (Novo México)
Eagle Nest é uma vila localizada no estado americano de Novo México, no Condado de Colfax.

## Demografia
Segundo o censo americano de 2000, a sua população era de 306 habitantes.
Em 2006, foi estimada uma população de 286, um decréscimo de 20 (-6.5%).

## Geografia
De acordo com o United States Census Bureau tem uma área de 13,5 km², dos quais 11,2 km² cobertos por terra e 2,3 km² cobertos por água. Eagle Nest localiza-se a aproximadamente 2626 m acima do nível do mar.

## Localidades na vizinhança
O diagrama seguinte representa as localidades num raio de 32 km ao redor de Eagle Nest.